# Spiroplasma tabanidicola
Spiroplasma tabanidicola è una specie di batterio appartenente alla famiglia delle Spiroplasmataceae.